# 古川尹綱
古川 尹綱（ふるかわ ただつな）は、室町時代中期の公卿・歌人。左中将・姉小路頼時の子。姉小路家（飛騨古川氏）当主。

## 概要
応永18年（1411年）に発生した飛騨の乱において、姉小路氏は室町幕府の派遣した守護京極高数に征討されている。ただし、3家のうちどの家が（誰が）討伐対象となったのかは不明である。従来は古川尹綱とされてきた。しかし、永享7年（1435年）の飛騨国広瀬郷の訴訟史料に「応永十八年（1411年）姉小路宰相入道」との文言があり、尹綱は近衛少将で出家していることからこれに該当せず、永享元年（1429年）に正三位参議（宰相）であった小島師言が討伐対象であったとする説も存在する。ただし、同じく広瀬郷の応永27年（1420年）の訴訟史料には、「応永十七年（1410年）、一類（広瀬氏）令同心前国司古川（尹綱）」とあること、また別史料（「理性院宗観申状案」）にも古川氏が討伐されたとあることから、やはり「広瀬氏が尹綱の官職を誤認して誤記していただけで、討伐対象は尹綱であった」、あるいは「尹綱も師言の両方が討伐対象であった」と考えられる。飛騨の乱の発生原因は、幕府と斯波氏の権力闘争や、山科家と姉小路氏自身の争いが関係している。『教言卿記』応永16年（1409年）2月12日条などには、山科教言が飛騨の山科家領の横領を止めるために使者を派遣したところ、古川入道（尹綱）が「斯波義将から預かった土地である」と反論し、教言がさらに対抗するために裏松重光を通じて足利義持に抗議したものの、横領を止めることができなかった、という記述が存在する。また、尹綱の横領の大義名分となっていた義将は応永17年（1410年）5月7日に亡くなっている。以上のことから、飛騨の乱は斯波氏側の勢力を削ぎたい幕府の思惑で発生した戦乱であると考えられる。